# Ungrej
Ungrej è una frazione del comune di Alessio in Albania (prefettura di Alessio).
Fino alla riforma amministrativa del 2015 era comune autonomo, dopo la riforma è stato accorpato, insieme agli ex-comuni di Balldren i Ri, Blinisht, Dajç, Kallmet, Kolsh, San Giovanni di Medua, Shënkoll e Zejmen a costituire la municipalità di Alessio.

## Località
Il comune era formato dall'insieme delle seguenti località:
- Ungrej
- Kashnjet
- Gjobardhaj
- Kalivaç
- Rras i Butë
- Zinaj
- Fregën
- Kaluar
- Sukaxhi